# Clesly Evandro Guimarães
Clesly Evandro Guimaraes, més conegut com a Kelly (Barra Bonita, 28 d'abril de 1975) és un exfutbolista brasiler.
Ha jugat en equips importants del seu país com el Flamengo o el Cruzeiro. Fora del Brasil, va disputar la lliga espanyola amb el CD Logroñés, la japonesa amb el FC Tokyo o la dels EAU amb l'Al-Ain.
El seu millor moment va ser la seua primera etapa amb l'Atlético Paranaense, amb qui va guanyar l'estaduais de Paranà en 1998, 2000 i 2001 i la Copa de l'Estat el 1998. També va reeixir al Japó, on va alçar la Nabisco Cup de 1994.